# Сафразьян Леон Богданович
Сафразьян Леон Богданович (1893, Баку — 1954) — радянський державний діяч, Заступник міністра нафтової промисловості СРСР.

## Дати з біографії
- 1916 — Прапорщик — начальник дільниці на будівництві залізниці
- 1917 — Перехід на службу в Червону Армію, активна участь у Громадянській війні в Астрахані
- 1918 — вересень-жовтень — участь у придушенні заколоту в Арагирі (Ставропольська губернія)
- 1918 — Навчання в Академії Генерального штабу
- 1919 — Член ВКП (б)
- 1921 — 24 — в армії, взяття Владивостока, демобілізація
- 1927 — Моссовет. Начальник АГВ, начфін, начальник будівельного підвідділу
- 1929 — Челябінськ. Начальник будівництва тракторного заводу. Зам директора заводу з будівництва
- 1934 — Ярославль. Начальник будівництва автозаводу, шинного і азбестового заводів за американською технологією
- 1934 — Орден Леніна
- 1935 — Горький. Керуючий трестом «Стройгаз», який будує Горьковський автозавод, начальник будівництва
- 1937 — Москва. Наркомат машинобудування. Начальник головного управління капітального будівництва
- 1938 — Начальник Головного військово-будівельного управління (Главвоенстрой) при РНК СРСР.
- 1941 — НКВС СРСР. ГУАС — Головне управління аеродромного будівництва. Начальник, одночасно заступник наркома Берії
- 1947 — Начальник Главку з будівництва підприємств нафтової і газової промисловості
- з 28.12.48 — Заступник міністра нафтової промисловості СРСР
- 1954 — 13 серпня (за іншими даними — 21 вересня). Загинув під час вибуху на Новокуйбишевському нафтопереробному заводі.

## Нагороди
- Три Ордени Леніна
- орден Кутузова I ступеня
- орден Трудового Червоного Прапора